# Alexander Gustafsson
Alexander Gustafsson (Arboga, 15 de janeiro de 1987) é um lutador de artes marciais mistas sueco. Compete no Ultimate Fighting Championship (UFC) na categoria de peso meio-pesado. Em fevereiro de 2013, Gustafsson é classificado como o 1º melhor meio-pesado do Mundo pelo ranking do UFC.

## Carreira no MMA

### Início
Gustafsson começou a treinar boxe aos 10 anos de idade e MMA aos 19 anos. Antes de assinar com o UFC , Gustafsson lutou em organizações menores de MMA na Suécia e em outras partes da Europa. Em 2009, ele já colecionava um perfeito cartel de 8-0, com 6 vitórias por nocaute.

### UFC
- Fez sua estreia no UFC 105 contra Jared Hamman, Gustafsson venceu a luta por nocaute técnico aos 0:41 do primeiro round.

- Sua segunda luta foi contra Phil Davis no UFC 112, Gustafsson foi derrotado por finalização (anaconda choke) aos 4:55 do primeiro round. Antes disso, Gustafsson mostrou um bom wrestling e boas defesas de quedas.

- Após a derrota no UFC 112 Gustafsson viajou para San Diego, EUA para treinar com a "Alliance MMA". Gustafsson treinou com lutadores notáveis como seu ex-adversário Phil Davis, Brandon Vera, Joey Beltran e Travis Browne. Sua terceira luta pelo UFC foi contra o veterano Cyrille Diabaté no UFC 120. Depois de dominar o primeiro round e conseguir boas quedas Gustafsson derrotou Diabate por finalização (mata-leão) aos 2:41 do segundo round.

- Sua luta seguinte foi contra James Te Huna no UFC 127, Gustafsson venceu por finalização mata-leão aos 4:27 do primeiro round.

- Gustafsson era esperado para enfrentar Vladimir Matyushenko em 6 de agosto de 2011 no UFC 133, mas Matyushenko foi cortado do evento devido a uma lesão e foi substituído por Matt Hamill. Gustafsson acertou um direto em Hamill seguido por dois uppercuts, levando Hamill ao chão e finalizando com socos e cotoveladas. Hamill anunciou sua aposentadoria logo após a luta.

Gustafsson  enfrentou Matyushenko em 30 de dezembro de 2011 no UFC 141. Ele derrotou Matyushenko por nocaute técnico aos 2:13 do primeiro round.
Gustafsson iria enfrentar Antônio Rogério Nogueira em 14 de abril de 2012, no UFC que seria realizado na Suécia mas Nogueira foi retirado do card devido a uma lesão no joelho e foi substituído por Thiago Silva. Gustafsson dominou todos os três rounds e venceu Thiago Silva por decisão unânime no UFC on Fuel TV: Gustafsson vs. Silva.
Da mesma forma, por decisão unânime, Gustafsson derrotou Maurício Shogun, em 8 de Dezembro de 2012, no UFC on Fox: Henderson vs. Diaz.
Gustafsson era esperado para enfrentar Gegard Mousasi em 6 de abril de 2013, no UFC on Fuel TV 9. No entanto, em 2 de abril, foi anunciado pelo MMA Swedish Federation, que Gustafsson não seria autorizado a participar no evento devido a uma corte sofrido durante uma sessão de treinamentos em 30 de março. Gustafsson foi substituído pelo recém-chegado ao UFC Ilir Latifi, um de seus principais parceiros de treinamento.

### Disputa de cinturão contra Jon Jones
Gustafsson lutou pelo Cinturão Meio Pesado do UFC contra o campeão Jon Jones, em 21 de setembro de 2013, no UFC 165. Mostrando muita movimentação e um boxe afiado, Gustafsson surpreendeu ao controlar os primeiros rounds. Fez Jon Jones sangrar e ser derrubado pela primeira vez no UFC. A luta estava equilibrada até Gustafsson cansar e ser acertado por duras cotoveladas  acabando por não conseguir aplicar sua estratégia, assim perdendo por decisão unânime. Gustafsson foi muito elogiado pela sua atuação, tendo sido considerado por muitos o verdadeiro vencedor da luta, apesar da decisão unânime dos juízes. Jon Jones declarou ao final da luta que não estava satisfeito com a sua performance e elogiou o adversário.
A luta levou o prêmio de Luta da Noite, e também recebeu inúmeros elogios da imprensa: “uma batalha épica”, “clássico instantâneo”, “a maior luta da história dos meio pesados”, “uma das grandes lutas da história do UFC”.
Alexander Gustafsson e Jones quebraram o recorde de uma luta dos meio pesados (e a 2º entre todas as categorias) no quesito golpes significativos desferidos. Somados, foram 244 no UFC 165 

### Pós-luta pelo cinturão
Sua primeira luta após ser derrotado pelo campeão seria contra Antônio Rogério Nogueira em 8 de Abril de 2014 no UFC Fight Night: Gustafsson vs. Manuwa. Porém, uma lesão tirou Nogueira do evento e ele foi substituído pelo invicto Jimi Manuwa. Gustafsson venceu a luta por nocaute técnico no segundo round.
Uma nova chance foi dada à Gustafsson pelo cinturão contra o atual campeão Jon Jones ainda em 2014. A revanche entre Jones e Gustafsson foi marcada pelo UFC e o combate aconteceria no dia 27 de Setembro de 2014 no UFC 178. Porém, após romper o menisco, Daniel Cormier foi escolhido como substituto imediato, tendo o público de MMA de esperar um pouco mais para ver uma das revanches mais aguardadas da história do Ultimate.
Gustafsson enfrentou o americano Anthony Johnson em 24 de Janeiro de 2015 no UFC on Fox: Gustafsson vs. Johnson. Ele foi derrotado por nocaute técnico no primeiro round, o que foi considerado uma grande zebra.Ao perder de forma avassaladora na frente de sua família,amigos e de vários suecos Gustafsson ficou bastante deprimido,tanto que quase se aposentou do MMA.
Gustafsson teria que enfrentar o brasileiro Glover Teixeira porém por causa de uma lesão polêmica não enfrentou o brasileiro no UFC Fight Night, que ocorreria no dia 20 de Junho de 2015 em Berlim, Alemanha.
Após ser retirado do UFC Fight Night por causa de uma lesão, Gustafsson ganhou novamente o direito de lutar pelo cinturão, por mais que tenha vindo de derrota para Anthony Johnson. O sueco mostrou que tem prestígio entre os donos do UFC após quase vencer Jon Jones no UFC 165. Agora Gustafsson enfrentará Daniel Cormier pelo Cinturão Meio Pesado do UFC em 3 de Outubro de 2015 no UFC 192.
Nova disputa de cinturão contra Daniel Cormier UFC 192
Mesmo vindo de derrota, Alexander Gustafsson teve nova chance de disputar o Cinturão Meio Pesado do UFC. O campeão dessa vez era Daniel Cormier no UFC 192 em Houston. Os lutadores fizeram uma ótima luta, movimentada do início ao fim, mas Gustafsson acabou sendo derrotado por decisão dividida. Alexander Gustafsson e Daniel Cormier quebraram o recorde de uma luta dos meio pesados (e a 3ª entre todas as categorias) no quesito golpes significativos desferidos,o recorde anterior era da luta entre Jon Jones e Alexander Gustafsson no UFC 165. Somados, foram 260 no UFC 192. O resultado gerou alguma controvérsia, com alguns especialistas marcando vitória do sueco por 48-47. 
Após o titleshot, Gustafsson derrotou Jan Blachowicz (UFC Fight Night: Arlovski vs. Barnett) e nocauteou Glover Teixeira (UFC Fight Night: Gustafsson vs. Teixeira). A nocaute aplicado no brasileiro lhe rendeu o prêmio de Luta da Noite.

## Cartel no MMA
| Cartel no MMA   |             |            |
| 26 lutas        | 18 vitórias | 8 derrotas |
| Por nocaute     | 11          | 3          |
| Por finalização | 3           | 3          |
| Por decisão     | 4           | 2          |

| Res.    | Cartel | Oponente             | Método                                 | Evento                                   | Data       | Round | Tempo | Local                      | Notas                                                                |
| ------- | ------ | -------------------- | -------------------------------------- | ---------------------------------------- | ---------- | ----- | ----- | -------------------------- | -------------------------------------------------------------------- |
| —       |        | Ovince St. Preux     |                                        | UFC 282: Blachowicz vs. Ankalaev         | 10/12/2022 | 1     | 1:07  | Las Vegas, Nevada          |                                                                      |
| Derrota | 18-8   | Nikita Krylov        | Nocaute Técnico (socos)                | UFC Fight Night: Blaydes vs. Aspinall    | 23/07/2022 | 1     | 1:07  | Londres                    |                                                                      |
| Derrota | 18-7   | Fabricio Werdum      | Finalização (chave de braço)           | UFC on ESPN: Whittaker vs. Till          | 25/07/2020 | 1     | 2:30  | Abu Dhabi                  | Retornou da Aposentadoria; Estreia nos Pesados.                      |
| Derrota | 18-6   | Anthony Smith        | Finalização (mata leão)                | UFC Fight Night: Gustafsson vs. Smith    | 01/06/2019 | 4     | 2:38  | Estocolmo                  | Anunciou sua aposentadoria.                                          |
| Derrota | 18-5   | Jon Jones            | Nocaute Técnico (socos)                | UFC 232: Jones vs. Gustafsson II         | 29/12/2018 | 3     | 2:02  | Inglewood, California      | Pelo Cinturão Meio Pesado Vago do UFC.                               |
| Vitória | 18-4   | Glover Teixeira      | Nocaute (socos)                        | UFC Fight Night: Gustafsson vs. Teixeira | 28/05/2017 | 5     | 1:07  | Estocolmo                  | Luta da Noite.                                                       |
| Vitória | 17-4   | Jan Blachowicz       | Decisão (unânime)                      | UFC Fight Night: Arlovski vs. Barnett    | 03/09/2016 | 3     | 5:00  | Hamburgo                   |                                                                      |
| Derrota | 16-4   | Daniel Cormier       | Decisão (dividida)                     | UFC 192: Cormier vs Gustafsson           | 03/10/2015 | 5     | 5:00  | Houston, Texas             | Pelo Cinturão Meio Pesado do UFC; Luta da Noite.                     |
| Derrota | 16-3   | Anthony Johnson      | Nocaute Técnico (socos)                | UFC on Fox: Gustafsson vs. Johnson       | 24/01/2015 | 1     | 2:15  | Estocolmo                  |                                                                      |
| Vitória | 16-2   | Jimi Manuwa          | Nocaute Técnico (joelhada e socos)     | UFC Fight Night: Gustafsson vs. Manuwa   | 08/03/2014 | 2     | 1:18  | Londres                    | Luta e Performance da Noite.                                         |
| Derrota | 15-2   | Jon Jones            | Decisão (unânime)                      | UFC 165: Jones vs. Gustafsson            | 21/09/2013 | 5     | 5:00  | Toronto, Ontario           | Pelo Cinturão Meio Pesado do UFC; Luta da Noite; Luta do Ano (2013). |
| Vitória | 15-1   | Maurício Shogun      | Decisão (unânime)                      | UFC on Fox: Henderson vs. Diaz           | 08/12/2012 | 3     | 5:00  | Seattle, Washington        |                                                                      |
| Vitória | 14-1   | Thiago Silva         | Decisão (unânime)                      | UFC on Fuel TV: Gustafsson vs. Silva     | 14/04/2012 | 3     | 5:00  | Estocolmo                  |                                                                      |
| Vitória | 13-1   | Vladimir Matyushenko | Nocaute Técnico (socos)                | UFC 141: Lesnar vs. Overeem              | 30/12/2011 | 1     | 2:13  | Las Vegas, Nevada          |                                                                      |
| Vitória | 12-1   | Matt Hamill          | Nocaute Técnico (socos e cotoveladas)  | UFC 133: Evans vs. Ortiz                 | 06/08/2011 | 2     | 3:34  | Philadelphia, Pennsylvania |                                                                      |
| Vitória | 11-1   | James Te-Huna        | Finalização (mata leão)                | UFC 127: Penn vs. Fitch                  | 27/02/2011 | 1     | 4:27  | Sydney                     |                                                                      |
| Vitória | 10-1   | Cyrille Diabaté      | Finalização (mata leão)                | UFC 120: Bisping vs. Akiyama             | 16/10/2010 | 2     | 2:41  | Londres                    |                                                                      |
| Derrota | 9-1    | Phil Davis           | Finalização (estrangulamento anaconda) | UFC 112: Invincible                      | 10/04/2010 | 1     | 4:55  | Abu Dhabi                  |                                                                      |
| Vitória | 9-0    | Jared Hamman         | Nocaute (socos)                        | UFC 105: Couture vs. Vera                | 14/11/2009 | 1     | 0:41  | Manchester                 | Estreia no UFC.                                                      |
| Vitória | 8-0    | Vladimir Shemarov    | Nocaute (socos)                        | Superior Challenge 3                     | 30/05/2009 | 1     | 2:37  | Estocolmo                  |                                                                      |
| Vitória | 7-0    | Pedro Quetglas       | Nocaute Técnico (socos)                | The Zone FC: Shockwave                   | 08/11/2008 | 1     | 2:08  | Gotemburgo                 |                                                                      |
| Vitória | 6-0    | Krzysztof Kulak      | Decisão (unânime)                      | KSW - Extra                              | 13/09/2008 | 2     | 5:00  | Dąbrowa Górnicza           |                                                                      |
| Vitória | 5-0    | Matteo Minonzio      | Nocaute Técnico (socos)                | The Zone FC: Showdown                    | 10/05/2008 | 1     | 3:52  | Gotemburgo                 |                                                                      |
| Vitória | 4-0    | Florian Muller       | Nocaute Técnico (joelhada e socos)     | Fite Selektor                            | 13/03/2008 | 2     | 3:44  | Dubai                      |                                                                      |
| Vitória | 3-0    | Farbod Fadami        | Nocaute Técnico (socos)                | The Zone FC                              | 09/02/2008 | 1     | 2:31  | Estocolmo                  |                                                                      |
| Vitória | 2-0    | Mikael Haydari       | Nocaute Técnico (socos)                | FinnFight                                | 15/12/2007 | 1     | 0:50  | Turku                      |                                                                      |
| Vitória | 1-0    | Saku Heikola         | Finalização (mata leão)                | Shooto                                   | 17/11/2007 | 2     | 3:42  | Lahti                      | Estreia nos Meio-Pesados.                                            |

## Títulos e Feitos

### Artes marciais mistas
- Ultimate Fighting Championship
- World MMA Awards
  - Luta do ano (2013) [10]
  - Luta da noite (três vezes)
  - Performance da Noite (uma vez)
  - Atleta de capa do EA Sports UFC[11]
- ESPN
  - 2013 Luta do Ano vs. Jon Jones (UFC 165)[12]
- Sherdog
  - 2013 Luta do Ano vs.  Jon Jones (UFC 165)[13]
- MMAFighting.com
  - 2013 Luta do Ano vs. Jon Jones on September 21[14]
- MMAInsider.net
  - 2013 Luta do Ano vs. Jon Jones (UFC 165)[15]
- Fox Sports
  - 2013 Luta do Ano vs. [Jon Jones]] (UFC 165)[16]
- Yahoo! Sports.com
  - 2013 Luta do Ano vs. Jon Jones (UFC 165)[17]
- MMAWeekly.com
  - 2013 Luta do Ano vs. Jon Jones (UFC 165)[18]
- MMAJunkie.com
  - 2013 Fight of the Year vs. Jon Jones (UFC 165)[19]
- MMA Nuts.com
  - 2013 Luta do Ano vs. Jon Jones (UFC 165)[20]
- MMAValor.com
  - 2013 Luta do Ano vs. Jon Jones (UFC 165)[21]
- TheMMACorner.com
  - 2013 Luta do Ano vs. Jon Jones (UFC 165)[22]
- Nordic MMA Awards - MMAViking.com
  - 2011 Luta do Ano[23]
  - 2012 Luta do Ano[24]
  - 2013 Luta do Ano vs. Jon Jones (UFC 165)[25]
- MMATorch.com
  - 2013 Luta do Ano vs. Jon Jones (UFC 165)[26]

### Boxe Amador
- Peso-pesado sueco (+91 kg/200 lbs) Campeão de Boxe Amador[27]
- 2009 Tensta Boxe Open Vencedor dos Pesos-pesados[28]
- 2009 KP Vencedor da Copa de Pesos-pesados de boxe[29]

### Grappling
- Grapplers Paradise 4 −99 kg (−218 lbs) Vencedor[30]

## Ligações Externas
«Perfil Oficial no UFC»